# Tlenek wanadu(IV)
Tlenek wanadu(IV), VO
2 – nieorganiczny związek chemiczny z grupy tlenków, połączenie tlenu i wanadu na IV stopniu utlenienia. Jest to ciemnoniebieskie ciało stałe o właściwościach amfoterycznych. Roztwarza się w kwasach nieutleniających, dając niebieski jon wanadylowy [VO]2+
, a z zasadami daje żółtobrązowe wanadany(IV) (dawn. podwanadany). Mają one budowę [V
4O
9]2−
 przy niezbyt wysokim pH lub [VO
4]4−
 przy wysokim pH.

## Struktura
W temperaturze pokojowej ma strukturę typu rutylu, zaburzoną występowaniem par V−V. Powyżej 70 °C zaburzenie to znika, a pojawienie się elektronów uwolnionych w wyniku zerwania wiązania V−V powoduje nagły wzrost przewodnictwa elektrycznego i podatności magnetycznej.